# صحة النظام البيئي

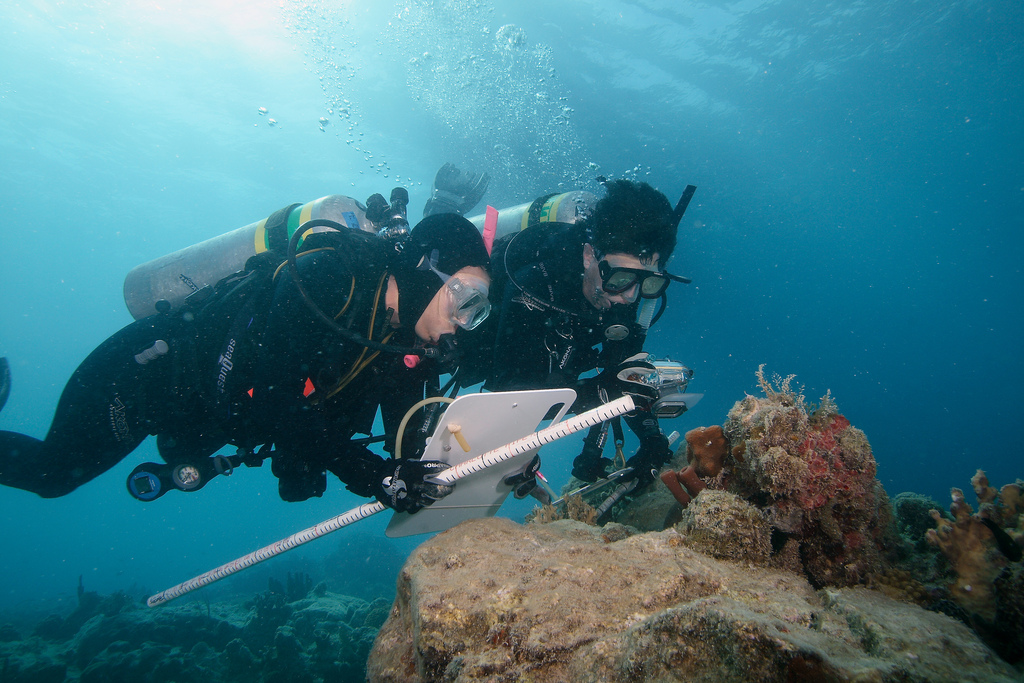
دراسة صحة المرجان في سانت توماس

صحة النظام البيئي (بالإنجليزية: Ecosystem health)‏، هو تعبير يُستخدم لوصف حالة النظام البيئي. يمكن أن تتفاوت حالة النظام البيئي نسبةً إلى الحرائق، والفيضانات، والجفاف، والانقراض، والأنواع الغازية، وتغير المناخ، والتعدين ، والافراط في الصيد، وقطع الأشجار، والانسكابات الكيميائية، ومجموعة من الأسباب الأخرى. لا يوجد معيار مقبول عالميًا لنظام بيئي صحي، بدلاً من ذلك، يمكن أن تختلف الحالة الصحية الظاهرة لنظام بيئي اعتمادًا على المقاييس الصحية المستخدمة في الحكم عليها وما هي الطموحات الاجتماعية التي تدفع التقييم.

## تاريخ المفهوم
كان التعبير المجازي للصحة المُطبق على البيئة قيد الاستخدام منذ أوائل القرن التاسع عشر، وتحدث الأمريكي البارز المحافظ على البيئة ألدو ليوبولد (1887 – 1948) بشكل مجازي عن صحة الأرض ومرضها والتشويه والعنف عند وصفه لممارسات استخدام الأراضي. يُستخدم مصطلح «إدارة النظام البيئي» منذ الخمسينيات على الأقل، وقد أصبح واسع الانتشار في الأدب البيئي باعتباره استعارة عامة تعني شيئاً جيداً، وهدفاً للجودة البيئية في التقييمات الميدانية للأنهار والبحيرات والبحار والغابات.
ولكن خضعت هذه الاستعارة في الآونة الأخيرة لصياغة كمية باستخدام مفاهيم النظم المعقدة مثل الجوهرية، وهذا يعني أن النظام البيئي السليم في نوع من التوازن بين القدرة على التكيف (العشوائية) والصلابة (الانتظام). ولايزال الإجماع على الحالة الجوهرية مع ذلك قيد الدراسة، والتي تشير إلى أن المعادلات في النظام الديناميكي تتغير بين حالتي الانتظام والاضطراب، وتحصل على أعلى مستوى من القدرات الحسابية، وتحقق المفاضلة المُثلى بين حالتي الصلابة والمرونة. تمتلك النتائج الحديثة في علم الأحياء الخلوي والتطوري وعلم الأعصاب وعلوم الحاسوب اهتماماً كبيراً بفرضية الجوهرية، وتؤكد على دورها كقانون عام مرشح وقابل للتطبيق في مجال النظم المعقدة التكيفية.

## المعنى
استُخدم مصطلح صحة النظام البيئي كي يتبنى مجموعة من الأهداف البيئية المرغوبة. استُشهد بالورقة البحثية لإدوارد غرومبين «ما هي إدارة النظام البيئي؟» وبالدراسة الاستقصائية لإدارة النظام البيئي وأدبيات صحة النظام البيئي وتلخيصها لتصريحات الأهداف التي تواجهها بشكل متكرر:
- الحفاظ على الحد الأدنى من الأنواع المتوطنة القابلة للحياة.

- الحفاظ على تنوع النظام البيئي.

- الحفاظ على العمليات التطورية والبيئية.

- إدارة الأطر الزمنية الطويلة للحفاظ على إمكانية التطور.

- استيعاب الاستخدام البشري والإشغال ضمن هذه القيود.

يصف غرومبين كل هذه الأهداف بأنها «بيان قيمة» ويؤكد على دور القيم الإنسانية في تحديد أهداف إدارة النظام البيئي.
إن «استيعاب البشر» هو الهدف الأخير المذكور في الدراسة والأكثر إثارة للجدل. «لاحظنا أنه عندما تعمل مجموعات من أصحاب المصالح على تحديد.. الرؤى، فإن هذا يؤدي إلى مناقشة ما إذا كان ينبغي التأكيد على صحة النظام البيئي أو رفاهية الإنسان.. سواء كانت الأولوية هي النظم البيئية أو أن الأشخاص يؤثرون بدرجة كبيرة على تقييم أصحاب المصالح للحالات البيئية والاجتماعية المرغوبة»، وعلى سبيل المثال، «تُعتبر الذئاب بالنسبة للبعض شيئاً جوهرياً لصحة النظام البيئي وجزءاً أساسياً من الطبيعة، وأما بالنسبة للبعض الآخر فهي رمز تجاوز الحكومة الذي يهدد سبل عيشهم وقيمهم الثقافية». يتطلب قياس مدى صحة النظام البيئي اعتياناً بيئية واسع النطاق ومحدد بأهداف معينة، طورت ندوة عامة رؤيا لصحة النظام البيئي في بحيرة سوبيريور، واُعدت سلسلة من الأهداف لحماية الموائل والمحافظة على حوالي 70 نوع من مجموعات الأسماك المحلية. طُورت مجموعة من 80 مؤشراً لصحة أحواض البحيرات العُظمى، بما في ذلك مراقبة أنواع الأسماك المحلية والأنواع الغريبة ومستويات المياه والفوسفور والمواد الكيميائية السامة والعوالق النباتية والعوالق الحيوانية وملوثات الأنسجة السمكية، إلخ.
حاول بعض المؤلفين اعتماد تعريفات واسعة لصحة النظام البيئي، مثل تحديد المعايير الصحية لحالة النظام البيئي التاريخية «قبل بداية حقبة الأنثروبوسين». تكمن الصعوبة في أن التكوين التاريخي للعديد من النظم البيئية التي يغيرها الإنسان غير معروف أو لا يمكن معرفته. وتشير أيضاً سجلات المُستحاثات وحبوب اللقاح إلى أن الأنواع التي تشغل نظاماً بيئياً يتعاقب مع مرور الوقت، لذلك يصعب تحديد لقطة واحدة من الزمن واعتبارها لقطة مثالية أو «صحية».
ينص التعريف الواسع المُستشهد به عادةً على أن النظام البيئي الصحي يتصف بثلاث سمات:
1. الإنتاجية.
2. المرونة البيئية
3. «التنظيم» (مُتضمناً التنوع الحيوي).[23]

بينما يستحوذ هذا التعريف على خصائص النظام البيئي الهامة، إلا أن التعميم يبقى بعيد المنال، لأن تلك الخصائص لا تظهر اختلافاً بالضرورة في طابعها. فعلى سبيل المثال، قد لا توجد علاقة واضحة أو مستمرة بين الإنتاجية وثراء الأنواع. وبالمثل، فإن العلاقة بين المكينية والتنوع الحيوي معقدة، وقد يعتمد استقرار النظام البيئي على نوع واحد أو بضعة أنواع بدلاً من التنوع الكلي، بينما تُعتبر بعض النظم البيئية غير المرغوبة ذات إنتاجية عالية.
«المكينية ليست مرغوبة بحد ذاتها. يمكن أن تكون هناك حالات شديدة المكينية للنظم البيئية غير المرغوب فيها من قبل بعض المنظورات البشرية، مثل الشعاب المرجانية التي تهيمن عليها الطحالب». المرونة البيئية هي «قدرة» تختلف باختلاف خصائص النظام البيئي التي ستُدرس، وبحسب أنواع الاضطرابات التي يُنظر فيها وكيفية تحديد حجمها. لا تزال المناهج المُتبعة للتقييم «تواجه الكثير من الشك، ولا تزال تتطلب قدراً كبيراً من البحوث التجريبية والنظرية».
التمس مؤلفون آخرون مؤشراً رقمياً لصحة النظام البيئي يسمح بإجراء مقارنات كمية بين النظم البيئية وتوابعها مع مرور الوقت. يستخدم أحد هذه الأنظمة تصنيف الخصائص الثلاث المذكورة أعلاه: الصحة = قوة النظام * تنظيم النظام * مرونة النظام. يقول عالم البيئة جلين سوتير إن هذه المؤشرات تستخدم «كوحدات هراء» وليس لها أي معنى؛ ولا يمكن التنبؤ بها، لذا فهي غير قابلة للتطبيق على معظم المشكلات التنظيمية، ولا تمتلك أي قدرة تشخيصية، ويتم التخلص من تأثيرات أحد المكونات من خلال ردود المكونات الأخرى، والسبب وراء ارتفاع أو انخفاض قيمة المؤشر غير معروف».

## المؤشرات الصحية
تُحدد مقاييس الأداء تبعاً لأهداف أصحاب المصالح والتي تقود عملية تعريف النظام البيئي. إن النظام البيئي هو مجرد تجريد «لا يمكن تحديد النظم البيئية أو العثور عليها بطبعها، بل يجب تعيينها بواسطة مراقب خارجي. ويمكن القيام بذلك بطرق مختلفة لنفس الجزء من الطبيعة اعتماداً على وجهات نظر محددة من الاهتمام».
يحدد تعريف النظام البيئي النطاق المقبول للتغير (الشروط المرجعية) ومتغيرات القياس. تُستخدم متغيرات القياس كمؤشرات لهيكل ووظيفة النظام البيئي، ويمكن استخدامها كمؤشرات ل «الصحة» أيضاً.
المؤشر هو متغير مثل أي خاصية كيميائية أو بيولوجية، إذ يُستخدم عندما يُقاس لاستنتاج توجهات متغير بيئي آخر (غير مُقاس) أو مجموعة من المتغيرات غير المقاسة. على سبيل المثال، ارتفاع معدل وفيات طيور الكناري في منجم للفحم هو مؤشر على ارتفاع مستويات أحادي أوكسيد الكربون. ويشير ارتفاع مستويات الكلوروفيل في البحيرة إلى حدوث إناء الماء.
تستخدم تقييمات النظام البيئي نوعين من المؤشرات، المؤشرات الوصفية والمؤشرات المعيارية. «يمكن استخدام المؤشرات بشكلها الوصفي لأي غرض علمي أو غرض سياسي».
يستخدم ارتفاع مستويات الكلوروفيل كمؤشر على إغناء الماء في حالة التقييم الوصفي، ويمكن استخدامه أيضاً كمؤشر صحة للنظام البيئي. ويشير إلى تصنيف وفق مقياس صحي عندما يُستخدم كمؤشر معياري (صحي)، وهي مكانة تختلف اختلافاً كبيراً حسب تفضيلات المجتمع فيما يتعلق بما هو مرغوب فيه.
يمكن اعتبار مستوى الكلوروفيل المرتفع في الأراضي الرطبة الطبيعية مؤشراً صحياً، بينما تُعتبر الأراضي الرطبة التي يتأثر بها الإنسان والتي تمتلك نفس قيمة المؤشر غير صحية.
انتُقد تقدير صحة النظام البيئي لخلط نوعين من المؤشرات البيئية. مؤشر الصحة وهو مؤشر معياري، وقد يرتبط بمؤشرات وصفية «يعني أنه من الممكن قياس القيم المعيارية بشكل موضوعي، وهذا غير صحيح بالتأكيد. وتُضم بالتالي القيم الضمنية للقارئ، وهو موقف يجب تجنبه».